# Jaycee Carroll
Jaycee Don Carroll (ur. 16 kwietnia 1983 roku w Laramie) – amerykański koszykarz, posiadający również obywatelstwo azerskie. Występuje na pozycji rzucającego obrońcy. Obecnie jest zawodnikiem Realu Madryt.
W 2002 został wybrany najlepszym zawodnikiem szkół średnich stanu Wyoming (Wyoming Gatorade Player of the Year).
Przez lata występował w letnich ligach NBA. Reprezentował New Jersey Nets (2008), Toronto Raptors (2008), New Orleans Pelicans (2009), New York Knicks (2010), Boston Celtics (2010).

## Osiągnięcia
Stan na 21 czerwca 2019, na podstawie, o ile nie zaznaczono inaczej.
NCAA
- Uczestnik turnieju NCAA (2005, 2006)
- Mistrz:
  - turnieju konferencji Big West (2005)
  - sezonu regularnego konferencji Western Athletic (WAC – 2008)
- Wicemistrz turnieju WAC (2006, 2007)
- Koszykarz roku WAC (2008)[5]
- MVP turnieju Big West (2005)
- Najlepszy pierwszoroczny zawodnik roku konferencji Big West (2005)[6]
- Zaliczony do:
  - I składu:
    - WAC (2007, 2008)
    - turnieju:
      - Big West (2005)
      - WAC (2007, 2008)

    - najlepszych pierwszorocznych zawodników Big West (2005)

  - II składu:
    - WAC (2006)
    - Big West (2005)

  - składu honorable mention All-American (2008 przez Associated Press)
- Lider:
  - NCAA w skuteczności rzutów za 3 punkty (48,8% – 2008)
  - konferencji WAC w:
    - średniej punktów (21,3 – 2007, 22,4 – 2008)
    - skuteczności rzutów:
      - za 3 punkty (45,2% – 2006, 49,8% – 2008)
      - wolnych (88,8% – 2007, 91,9% – 2008)

    - liczbie:
      - punktów (746 – 2007, 785 – 2008)
      - celnych:
        - i oddanych rzutów z gry (2007, 2008)
        - rzutów za 3 punkty (114 – 2008)

Drużynowe
- Mistrz:
  - Euroligi (2015, 2016, 2018)
  - Pucharu Interkontynentalnego FIBA (2015)
  - Hiszpanii (2013, 2015, 2016, 2018, 2019)
- Wicemistrz:
  - Euroligi (2013, 2014)
  - Hiszpanii (2012, 2014, 2017)
- 3. miejsce w Eurolidze (2019)
- 4. miejsce w Eurolidze (2017)
- Zdobywca:
  - pucharu Hiszpanii (2012, 2014–2017)
  - superpucharu Hiszpanii (2012–2014, 2018)
- Finalista pucharu Hiszpanii (2018, 2019)

Indywidualne
- MVP:
  - miesiąca ACB (maj 2011)
  - kolejki:
    - Euroligi (3 - 2014/2015)
    - ACB (25 - 2011/2012)
- Zaliczony do I składu ACB (2011)
- Zwycięzca konkursu rzutów za 3 punkty ligi hiszpańskiej (2016, 2017)
- Lider strzelców:
  - Eurocup (2011)
  - ligi hiszpańskiej (2010, 2011)

Reprezentacja
- Uczestnik kwalifikacji do Eurobasketu (2012)